# راندي تشووت
راندي تشووت (بالإنجليزية: Randy Choate)‏ هو لاعب كرة قاعدة أمريكي، ولد في 5 سبتمبر 1975 في سان أنطونيو في الولايات المتحدة.

## وصلات خارجية
- راندي تشووت على موقع دوري كرة القاعدة الرئيسي (الإنجليزية)
- راندي تشووت على موقعبيزبول رفرنس.كوم (الدوري الرئيسي) (الإنجليزية)
- راندي تشووت على موقعبيزبول رفرنس.كوم (الدوري الثانوي) (الإنجليزية)
- راندي تشووت على موقع إي إس بي إن.كوم (أم.أل.بي) (الإنجليزية)
- راندي تشووت على موقع مشجعي الرسوم البيانية (الإنجليزية)